# Liste des records du monde de cyclisme sur piste
Cet article présente la liste des records du monde réalisés en cyclisme sur piste et reconnus par l'Union cycliste internationale (UCI).
La plupart des records du monde reconnus par l'UCI ont été réalisés dans des vélodromes en altitude, qui donnent un avantage très important au niveau des performances, par rapport aux vélodromes classiques situés au niveau de la mer. Les meilleures performances UCI ont été réalisées avant qu'il y ait des réglementations sur le matériel.

## Hommes

### Reconnus par l'UCI
| Épreuve                                         | Record         | Cycliste                                                | Pays            | Date            | Compétition                                      | Lieu                              | Ref   |
| ----------------------------------------------- | -------------- | ------------------------------------------------------- | --------------- | --------------- | ------------------------------------------------ | --------------------------------- | ----- |
| Sprint sur 200 mètres, départ lancé             | 8 s 857        | Matthew Richardson                                      | Grande-Bretagne | 15 août 2025    |                                                  | Konya, Turquie                    | [ 1 ] |
| Sprint sur 500 mètres, départ lancé             | 24 s 758       | Chris Hoy                                               | Grande-Bretagne | 13 mai 2007     |                                                  | La Paz, Bolivie                   |       |
| Kilomètre contre-la-montre, départ arrêté       | 55 s 433       | Jeffrey Hoogland                                        | Pays-Bas        | 31 octobre 2023 |                                                  | Aguascalientes, Mexique           | [ 2 ] |
| Sprint sur 750 mètres par équipes départ arrêté | 40 s 949       | Jeffrey Hoogland Harrie Lavreysen Roy van den Berg      | Pays-Bas        | 6 août 2024     | Jeux olympiques                                  | Saint-Quentin-en-Yvelines, France | [ 3 ] |
| Poursuite individuelle sur 4 000 mètres         | 3 min 59 s 153 | Jonathan Milan                                          | Italie          | 18 octobre 2024 | Championnats du monde de cyclisme sur piste 2024 | Ballerup, Danemark                | [ 4 ] |
| Poursuite par équipes sur 4 000 mètres          | 3 min 40 s 730 | Oliver Bleddyn Sam Welsford Conor Leahy Kelland O'Brien | Australie       | 6 août 2024     | Jeux olympiques                                  | Saint-Quentin-en-Yvelines, France | [ 5 ] |
| Record de l'heure                               | 56,792 km      | Filippo Ganna                                           | Italie          | 8 octobre 2022  |                                                  | Granges, Suisse                   | [ 6 ] |

### Au niveau de la mer
| Épreuve                                   | Record   | Cycliste         | Pays     | Date            | Compétition           | Lieu               | Ref   |
| ----------------------------------------- | -------- | ---------------- | -------- | --------------- | --------------------- | ------------------ | ----- |
| Kilomètre contre-la-montre, départ arrêté | 57 s 231 | Harrie Lavreysen | Pays-Bas | 18 octobre 2024 | Championnats du monde | Ballerup, Danemark | [ 7 ] |

## Femmes

### Reconnus par l'UCI
| Épreuve                                         | Record         | Cycliste                                                | Pays            | Date            | Compétition                | Lieu                              | Ref    |
| ----------------------------------------------- | -------------- | ------------------------------------------------------- | --------------- | --------------- | -------------------------- | --------------------------------- | ------ |
| Sprint sur 200 mètres, départ lancé             | 9 s 976        | Yuan Liying                                             | Chine           | 15 mars 2025    | Coupe des nations          | Konya, Chine                      | [ 8 ]  |
| Sprint sur 500 mètres, départ lancé             | 27 s 063       | Emma Hinze                                              | Allemagne       | 17 août 2024    |                            | Velodrom, Berlin                  | [ 9 ]  |
| Contre-la-montre sur 500 mètres, départ arrêté  | 32 s 268       | Jessica Salazar                                         | Mexique         | 7 octobre 2016  | Championnats panaméricains | Aguascalientes                    | [ 10 ] |
| Kilomètre contre-la-montre, départ arrêté       | 1 min 4 s 497  | Hetty van de Wouw                                       | Pays-Bas        | 15 février 2025 | Championnats d'Europe      | Heusden-Zolder, Belgique          | [ 11 ] |
| Sprint sur 500 mètres par équipes départ arrêté | 31 s 804       | Bao Shanju Zhong Tianshi                                | Chine           | 2 août 2021     | Jeux olympiques            | Izu, Japon                        | [ 12 ] |
| Sprint sur 750 mètres par équipes départ arrêté | 45 s 186       | Katy Marchant Sophie Capewell Emma Finucane             | Grande-Bretagne | 5 août 2024     | Jeux olympiques            | Saint-Quentin-en-Yvelines, France | [ 13 ] |
| Poursuite individuelle sur 3 000 mètres         | 3 min 15 s 663 | Chloe Dygert                                            | États-Unis      | 19 octobre 2024 | Championnats du monde      | Ballerup, Danemark                | [ 14 ] |
| Poursuite individuelle sur 4 000 mètres         | 4 min 23 s 462 | Vittoria Bussi                                          | Italie          | 16 mai 2025     |                            | Aguascalientes, Mexique           | [ 15 ] |
| Poursuite par équipes sur 3 000 mètres          | 3 min 14 s 051 | Danielle King Joanna Rowsell Laura Kenny                | Grande-Bretagne | 4 août 2012     | Jeux olympiques            | Londres, Royaume-Uni              | [ 17 ] |
| Poursuite par équipes sur 4 000 mètres          | 4 min 4 s 242  | Franziska Brauße Lisa Brennauer Lisa Klein Mieke Kröger | Allemagne       | 3 août 2021     | Jeux olympiques            | Izu, Japon                        | [ 18 ] |
| Record de l'heure                               | 50,455 km      | Vittoria Bussi                                          | Italie          | 10 mai 2025     |                            | Aguascalientes, Mexique           | [ 19 ] |

### Au niveau de la mer
| Épreuve                                        | Record   | Cycliste   | Pays      | Date         | Compétition           | Lieu              | Ref    |
| ---------------------------------------------- | -------- | ---------- | --------- | ------------ | --------------------- | ----------------- | ------ |
| Contre-la-montre sur 500 mètres, départ arrêté | 32 s 668 | Emma Hinze | Allemagne | 13 août 2022 | Championnats d'Europe | Munich, Allemagne | [ 20 ] |